# Thesium cystoseiroides
Thesium cystoseiroides är en sandelträdsväxtart som beskrevs av John Gilbert Baker. Thesium cystoseiroides ingår i släktet spindelörter, och familjen sandelträdsväxter. Inga underarter finns listade i Catalogue of Life.